# Eleição para governador de Utah em 2008
A eleição para governador do estado americano do Utah em 2008 foi realizada no dia 4 de novembro de 2008. As pesquisas de intenção de voto marcavam resultado recorde para o candidato republicano, na primeira realiza no dia 25 de junho de 2008, apostava Huntsman com 66% dos votos, contra 19% do candidato democrata, na segunda pesquisa realizada entre os dia 13 e 15 de agosto de 2008, Huntsman tinha 73% dos votos, contra 9% do candidato democrata, a última pesquisa feita entre 8 e 11 de setembro de 2008, apontava Huntsman com 77% dos votos, contra 19% do candidato democrata.
As pesquisas não mentiram, Huntsman obteve 735.049 votos, ou seja 77,6% dos votos, contra 186.503 votos do candidato democrata, 19,7%, o candidato do Partido Libertário foi preferido por 2,6% dos eleitores, Dell Schanze obteve 24.820 votos, votos em branco foram 153, Huntsman teve 548.546 votos a mais que Bob Springmeyer, ao todo 946.525 votos foram registrados.